# My My, Hey Hey (Out of the Blue)
«My My, Hey Hey (Out of the Blue)» (с англ. — «Ну и дела, хей-хей (Из огня)») — акустическая песня канадского рок-музыканта Нила Янга записанная вживую в начале 1978 года в ночном клубе Boarding House в Сан-Франциско, Калифорния. В сочетании со своим хард-роковым сателлитом «Hey Hey, My My (Into the Black)» она завершает альбом Янга Rust Never Sleeps 1979 года. Вдохновленная электропанк-группой Devo, подъемом панк-движения и периодом кризиса в самоидентификации актуальности музыки артиста, песня значительно оживила карьеру Янга.
Фраза «лучше сгореть дотла, чем просто угаснуть» была позаимствована из одной из песен Джеффа Блэкбёрна, товарища Янга по недолго просуществовавшей супергруппе The Ducks. Она обрела широкую известность после того, как была процитирована в предсмертной записке фронтмена группы Nirvana Курта Кобейна. Эта новость настолько потрясла Янга, что впоследствии он посвятил свой альбом Sleeps with Angels (1994) памяти музыканта.

## Наследие
В тексте песни Янг сравнил восхождение Джонни Роттена с восхождением недавно умершего «короля рок-н-ролла» Элвиса Пресли, которого когда-то презирали за якобы опасное влияние его музыки на молодёжь, однако впоследствии признали поп-иконой. Роттен ответил на это тем, что сыграл одну из песен Янга, «Revolution Blues» из альбома On the Beach, на лондонском радио-шоу, что стало ранним признаком возможного признания Янга рядом альтернативных музыкантов, находящихся под влиянием панка.
Возможно, песня наиболее известна фразой «It's better to burn out than to fade away» (на самом деле она произносится полностью только в акустической версии «My My, Hey Hey» записанной для фильма «Шоссе людей»). Этой же строчкой заканчивалась предсмертная записка Курта Кобейна, что сильно потрясло Янга и ненароком закрепило за ним статус так называемого «Крёстного отца гранжа».

Бывший участник группы The Beatles Джон Леннон прокомментировал посыл песни в интервью 1980 года Дэвиду Шеффу из журнала Playboy: 
Шефф: Вы согласны с мнением Нила Янга, который считает, что „ржавчина не спит“. Лучше, по-вашему, сгореть, чем угаснуть?

Леннон: Ненавижу такой подход. Лучше уйти как старый солдат, чем сгореть. Если он имел в виду Сида Вишеса, то это мимо. Я не понимаю преклонения перед смертью Сида Вишеса, или Джеймса Дина, или Джона Уэйна. Попытки сделать героя из Сида Вишеса или Джима Моррисона — для меня чушь собачья. Я преклоняюсь перед теми, кто выживает. Это Глория Свенсон, Грета Гарбо. Мне говорят, что Джон Уэйн победил рак, что он одолел его, как настоящий мужик. Мне жаль, что он умер, но не одолел рак. Я бы не хотел, чтобы Шон преклонялся перед Джоном Уэйном, или Джонни Роттеном, или Сидом Вишесом. Чему они учат? Ничему. Смерти. Ради чего умер Вишес? Это и есть рок? Нет, это чушь собачья. Если Нил Янг настолько сентиментален, то почему бы ему самому не следовать своей фразе? Так нет, потому что он, как и все мы, уже несколько раз угасал, но всякий раз стремился вернуться. Так что спасибо. Я предпочту быть живым и здоровым.

Два года спустя Янга попросили ответить на комментарии Леннона. Музыкант сказал следующее: 
Дух рок-н-ролла — это не выживание. Конечно, люди, которые играют рок-н-ролл, должны выжить. Но для меня суть духа рок-н-ролла в том, что лучше сгореть по-настоящему ярко, чем как бы раствориться в бесконечности. Даже если вы посмотрите на это по-взрослому, вы подумаете: „Ну, да … вам следует раствориться в бесконечности и продолжать идти вперед“. Рок-н-ролл не заглядывает вперёд на столько далеко. Рок-н-ролл это здесь и сейчас. Это то, что происходит в эту секунду. Он яркий? Или он тусклый, потому что ждет завтрашнего дня — вот что люди хотят знать. Вот почему я так говорю.
Музыканты брит-поп-группы Oasis перепели «My My, Hey Hey (Out of the Blue)» во время своего мирового турне 2000 года, включив ее в концертный альбом и одноимённый DVD Familiar to Millions. Группа исполнила эту песню в Сиэтле в день шестой годовщины смерти Курта Кобейна, посвятив её памяти музыканта. Тем самым в очередной раз подтвердив её прочную ассоциированность с одним из самых известных представителей гранж-движения.
Песня является заглавной музыкальной темой фильма Денниса Хоппера «Как гром среди ясного неба».